# Mantispa moluccensis
Mantispa moluccensis is een insect uit de familie van de Mantispidae, die tot de orde netvleugeligen (Neuroptera) behoort. 
Mantispa moluccensis is voor het eerst wetenschappelijk beschreven door Banks in 1913.